# Animation Photo Transfer
Pour l’article homonyme, voir APT.
Le système Animation Photo Transfer ou APT est un procédé de transfert par photographie des cellulos de dessin animé de l'animation traditionnelle développé entre autres par David Spencer, membre du département des caméras statiques des studios Disney. Le système fut toutefois rendu obsolète par les techniques d'animation par ordinateur dont le Computer Animation Production System (fin des années 1980).
Le premier film ayant profité de ce système est Taram et le Chaudron magique (1985). Spencer reçut en 1986 un Oscar du cinéma pour son travail.

## Œuvres produites utilisant APT

### Films d'animation
- 1985 : Taram et le Chaudron magique
- 1986 : Basil, Détective privé
- 1988 : Oliver et Compagnie
- 1989 : La Petite Sirène

### Courts métrages
- 1990 : Le Prince et le Pauvre